# Orgelbau Rainer Kilbert
Orgelbau Rainer Kilbert ist eine deutsche Orgelbaufirma aus Bayern mit Sitz in Hönighausen bei Regensburg in der Oberpfalz.

## Leben
Rainer Kilbert (* 1964) wuchs in Amberg auf. Er besuchte dort das musische Max-Reger-Gymnasium mit Leistungskurs Musik (Orgel) und legte 1983 das Abitur ab. Den Beruf des Orgelbauers erlernte er bei Georg Jann in Allkofen bei Laberweinting in Niederbayern. Anschließend arbeitete er bei August Hartmann in Regensburg, dann bei Johannes Schädler in Donaustauf, hier hauptsächlich als Konstrukteur und Intonateur.
2004 gründete er einen eigenen Betrieb in Hönighausen, den er seit 2008 in Vollerwerb betreibt. Seine Haupttätigkeiten sind Renovierungen, Erweiterungen, Umbauten und Neuintonationen von Orgeln, vorwiegend in der Oberpfalz und Niederbayern.
Zusätzlich befasst sich Kilbert mit Orgelforschung und war jahrzehntelang in Pfarreien der Diözese Regensburg als nebenamtlicher Kirchenmusiker tätig.

## Werkliste (Auswahl)
| Jahr | Ort                  | Gebäude                                             | Bild | Manuale | Register | Bemerkungen |
| ---- | -------------------- | --------------------------------------------------- | ---- | ------- | -------- | --- |
| 2006 | Kallmünz             | St. Michael                                         |      | I/P     | 5        | Transferierung aus Wolfsbach mit Umbau der Chororgel von Martin Binder (1916)                                                                                        |
| 2008 |                      | privat                                              |      | I/P     | 7        | Erweiterung der Orgel von Werner Bosch Orgelbau (1975, I/4) |
| 2009 | Ensdorf              | St. Jakobus                                         |      | II/P    | 19       | Generalüberholung der Orgel von Martin Binder (1913) im Gehäuse von Andreas Weiss (1782)                                                                             |
| 2009 | Schwend (Birgland)   | Ev. Christuskirche                                  |      | II/P    | 11       | Neuintonation der Orgel von Günter Ismayr (1975) |
| 2010 | Fürnried             | St. Willibald                                       |      | II/P    | 12       | Umbau und Neuintonation der Orgel von Erich Bauer (1974) |
| 2011 | Barbing              | St. Martin                                          |      | I       | 6        | Neubau, Fernwerk hinter dem Hochaltar, Pfeifenwerk Henry Speechly (1900), London                                                                                     |
| 2012 | Dachau               | Caritas-Altenheim                                   |      | I/P     | 4        | Transferierung der Orgel von Klaus Becker (1965) aus Hamburg, Erweiterung auf I/5                                                                                    |
| 2012 | Neunkirchen (Weiden) | St. Dionysius                                       |      | II/P    | 13       | Restaurierung, Rekonstruktion der Orgel von Martin Binder (1913) |
| 2013 | Schwarzenfeld        | Ev. Christuskirche                                  |      | I/P     | 6        | Umbau und Erweiterung der Orgel von Georg Holländer (1958) auf II/10                                                                                                 |
| 2014 | Altfalter            | St. Bartholomäus                                    |      | I/P     | 6        | Neubau im Gehäuse von Michael Weiß (1808) |
| 2015 | Koppenwall           | St. Bartholomäus                                    |      | I/P     | 7        | Neubau im Gehäuse aus dem 19. Jh. |
| 2015 | Duggendorf           | Mariä Opferung                                      |      | II/P    | 15       | Neuintonation der Orgel von August Hartmann (1988) |
| 2016 |                      | privat                                              |      | II/P    | 15       | Transferierung der Orgel von Griffen & Stroud (1905, Bath, GB) aus Wales, Umbau und Erweiterung auf II/P/16                                                          |
| 2017 | Regendorf            | Hl. Dreifaltigkeit                                  |      | I/P     | 6        | Neubau einer seitenspieligen Brüstungsorgel, Pfeifenwerk z. T. aus GB                                                                                                |
| 2017 | Bad Abbach           | Hl. Familie                                         |      | III/P   | 10       | Transferierung aus Regensburg, Umdisponierung, Neuintonation der Orgel von August Hartmann (1989); mit Koppelmanual → Orgel                                          |
| 2018 | Altmannstein         | Zum Heiligen Kreuz                                  |      | II/P    | 18       | Umbau, Neuintonation, Erweiterung der Orgel von Ludwig Plössl (1963) auf II/P/21                                                                                     |
| 2018 | Waidhaus             | St. Emmeram                                         |      | II/P    | 20       | Generalüberholung und Umdisponierung der Orgel von Weise (1981) |
| 2019 | Eitlbrunn            | St. Michael                                         |      | II/P    | 13       | Umbau der Orgel von Michael Weise (1961), Erweiterung auf II/15 |
| 2019 | Wenzenbach           | Dietrich-Bonhoeffer-Kirche                          |      | I/p     | 5        | Transferierung aus Kirchheim/Teck, Umbau, Umdisponierung der Orgel von Richard Rensch (1964)                                                                         |
| 2019 | Dachau               | Ev. Versöhnungskirche in der KZ-Gedenkstätte Dachau |      | II/P    | 12       | Gehäuseoptimierung, Dispositionskorrektur und Intonation der Orgel von Van Vulpen (Utrecht, 1967)                                                                    |
| 2020 | Ensdorf              | Hauskapelle des Klosters                            |      | II/P    | 18       | Generalüberholung der Orgel von Albert Reiser (1951), Umbau der Windanlage                                                                                           |
| 2020 | Amberg               | St. Katharina                                       |      | I/P     | 9        | Generalüberholung nach Kirchenrestaurierung und Intonation der Orgel von Johann Conrad Funtsch 1753 und August Hartmann (1990)                                       |
| 2020 | Theuern              | St. Nikolaus                                        |      | II/P    | 8        | Restaurierung des Opus 90 von Edenhofer (1911) im Gehäuse von Funtsch (1761)                                                                                         |
| 2020 | Wildeppenried        | St. Bartholomäus                                    |      | II/P    | 12       | Generalüberholung nach Kirchenrestaurierung und Intonation der Orgel von Friedrich Meier (1963). Ursprünglich Freipfeifenprospekt, Gehäuse 1992 von August Hartmann. |
| 2021 | Sulzbach-Rosenberg   | Christuskirche                                      |      | I/P     | 6        | Transfer des Opus 3383 (Walcker, 1959) von der Stadtmission Nürnberg. Generalüberholung und Neuintonation. Die Orgel hat Schleifenteilung. Stimmung: Werckmeister    |
| 2021 | Eslarn               | Mariä Himmelfahrt (Eslarn)                          |      | III/P   | 26       | 1757 Andreas Weiß, 1900 Neubau Borgias Maerz, 1973 Neubau Kaulmann (24/III/P), 2021 Renovierung und Erweiterung auf 26/III/P                                         |
| 2023 | Hirschau             | Gustav-Adolf-Gedächtniskirche (Hirschau)            |      | I/P     | 10       | Renovierung und Neuintonation der Hey-Orgel von 1985. Ersatz des Oktävlein 1' durch Dolce 4'                                                                         |
| 2024 | Frauenbiburg         | Heilige Dreikönige                                  |      | I/P     | 6        | Restaurierung der Weise-Orgel von 1959 → Orgel |

## Publikationen
- Der Amberger Orgelbauer Friedrich Specht. In: Oberpfälzer Heimat. 1984, S. 86–95.
- Die Steinmeyer-Orgel (1884) der Stadtpfarrkirche St. Johannes in Dingolfing. Ars Organi 37(1), S. 42–51, 1989.
- Die Orgeln der Stadt Amberg. In: Die Oberpfalz. Laßleben, Kallmünz 1991, S. 228 ff.
- Zur Orgelgeschichte der Pfarrkirche Pursruck. Festschrift zur Orgelweihe. 1991
- Die Orgeln der Pfarrei Kallmünz. In: Die Oberpfalz. Laßleben, Kallmünz  2007, Heft 2.